# Sandline International
Sandline International — британская частная военная компания, существовавшая с 1994 по 2004. Среди учредителей отставные офицеры британской армии и SAS Тим Спайсер и Саймон Манн. Компания участвовала в конфликтах в Папуа-Новой Гвинее в 1997 году, в Сьерра-Леоне в 1998 году и в Либерии в 2003 году. Компания прекратила своё существование 16 апреля 2004 года

## Деятельность
Компания предоставляла услуги по:
- военной подготовке
- оперативной поддержке (поставка техники и вооружения и "ограниченные боевые действия"),
- сбору разведывательной информации

На сайте компании, причина прекращения деятельности была озвучена следующим образом:
Отсутствие государственной поддержки частных военных компаний желающих способствовать прекращению вооруженных конфликтов в таких местах, как Африка, при отсутствии эффективного международного вмешательства, стала основанием для этого решения. Без такой поддержки возможность Sandline вносить позитивные сдвиги в странах, где широко распространена жестокость и геноцид, существенно уменьшается.

## Участие в военных конфликтах
- в 1994—1996 гг. сотрудники компании принимали участие в подавлении восстания на острове Бугенвиль, общая стоимость выполнения контракта, заключённого с правительством Папуа-Новой Гвинеи, составила 36 млн долларов США[1][3].
- в Сьерра-Леоне компания принимала непосредственное участие в боях с повстанцами «Революционного объединенного фронта Сьерра-Леоне» (RUF)[4]